# Манко Спинето Миљијари (Козенца)
Манко Спинето Миљијари је насеље у Италији у округу Козенца, региону Калабрија.
Према процени из 2011. у насељу је живело 34 становника. Насеље се налази на надморској висини од 1284 м.